# ناحیه نروود پارک، شهرستان کوک، ایلینوی
ناحیه نروود پارک (به انگلیسی: Norwood Park Township) یک منطقهٔ مسکونی در ایالات متحده آمریکا است که در شهرستان کوک (ایلینوی) واقع شده‌است. ناحیه نروود پارک ۹٫۵۱ کیلومتر مربع مساحت دارد ۱۹۸ متر بالاتر از سطح دریا واقع شده‌است.